# Clyde Auditorium

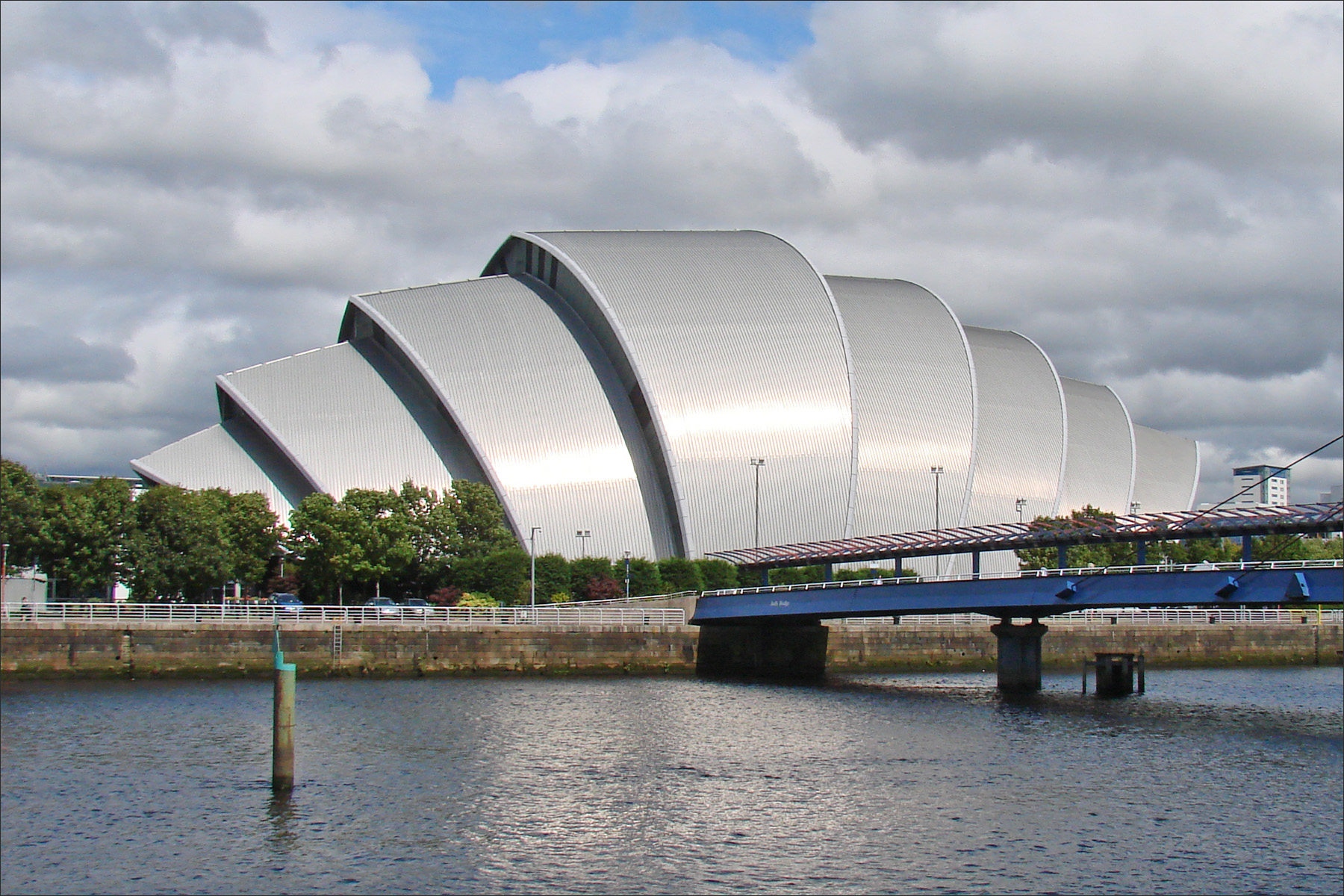
Das Clyde Auditorium am Tag

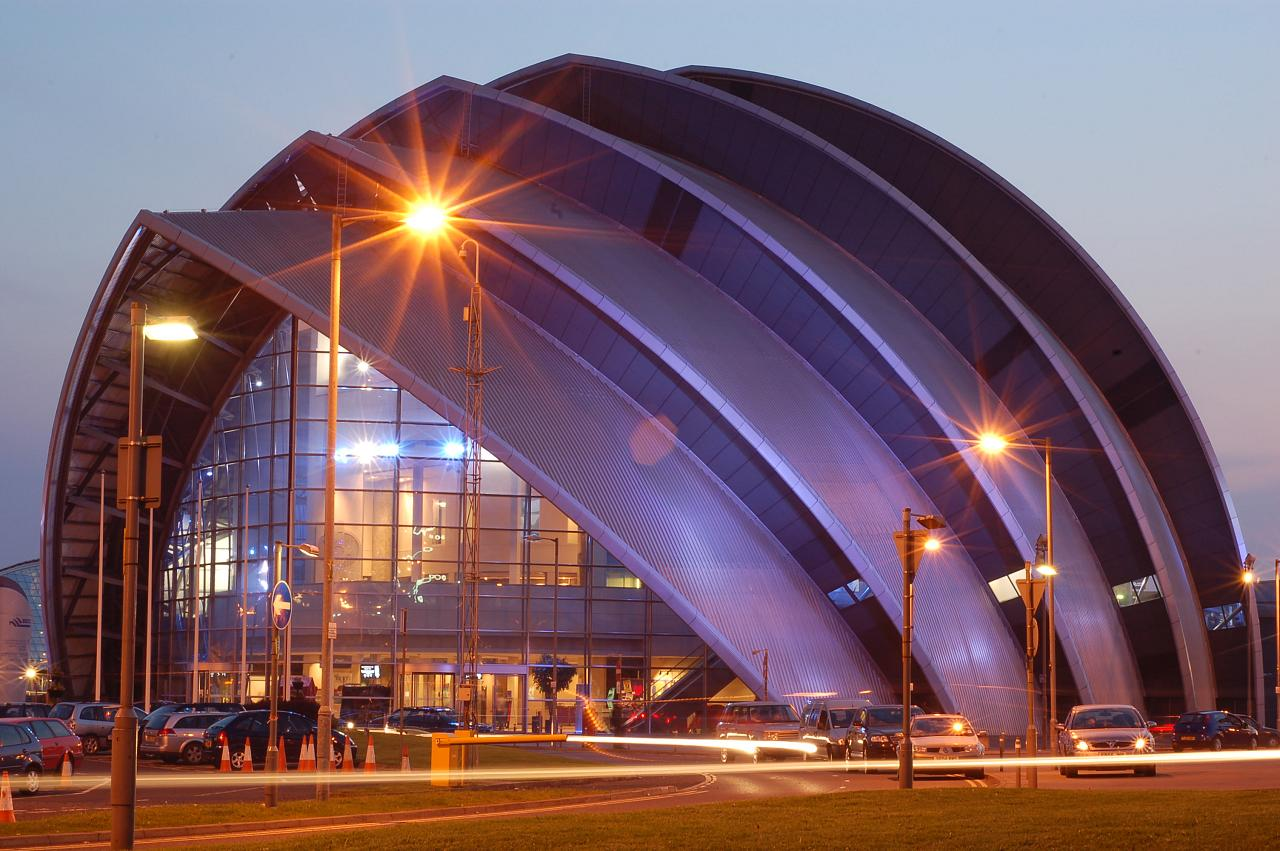
Das Gebäude am Rande der Nacht

Das SEC Armadillo, bis 2017 Clyde Auditorium genannt, volkstümlich The Armadillo (dt.: Gürteltier), ist ein Konzerttheater in Glasgow in Schottland.

## Eigentümer
Zusammen mit dem SEC Centre (ehemals Scottish Exhibition and Conference Centre SECC genannt) und dem OVO Hydro (ehemals The SSE Hydro) sowie Autoparkflächen bildet das SEC Centre den Scottish Event Campus. Eigentümer und Betreiber des Campus ist die Scottish Event Campus Limited, die zu rund 90 % im Besitz des Glasgow City Council (Stadt Glasgow) ist.

## Architektur
Auf dem Nordufer des River Clyde in Glasgow steht das Auditorium nahe Schottlands größtem Ausstellungs- und Veranstaltungszentrum, dem Scottish Exhibition and Conference Centre und dem Finnieston Crane. Benachbart liegt ein 1868 gebautes Segelschiff namens Glenlee.
Das Gebäude liegt auf dem Gelände des mit dem Abbruchmaterial der aufgegebenen St. Enoch Railway Station verfüllten früheren Queen’s Dock. Es befindet sich in unmittelbarer Nähe zum Scottish Exhibition and Conference Centre und der Arena The SSE Hydro, die 2013 fertiggestellt wurde.
Sowohl das Auditorium als auch die Arena wurden von dem britischen Architekturbüro Foster + Partners geplant. Die Planungs- und Bauzeit ging von 1995 bis 1997, dabei stand nur vergleichsweise wenig Geld zur Verfügung.
Das Dach des mit 3.000 Sitzplätzen ausgestatteten Hauses besteht aus acht ineinandergeschachtelten Schiffsbugs und soll an die Vergangenheit der Clydeufer als eines der Zentren des Schiffbaus in Großbritannien erinnern. Der Spitzname Armadillo bezieht sich auf die Ähnlichkeit des Äußeren des Konzerttheaters mit dem amerikanischen Gürteltier.

## Veranstaltungen
Das Clyde Auditorium war Austragungsort der Wettbewerbe im Gewichtheben bei den Commonwealth Games 2014.